# Kannapuram
Kannapuram es una ciudad censal situada en el distrito de Kannur en el estado de Kerala (India). Su población es de 18459 habitantes (2011). Se encuentra a 11 km de Kannur.

## Demografía
Según el censo de 2011 la población de Kannapuram era de 18459 habitantes, de los cuales 8220  eran hombres y 10239 eran mujeres. Kannapuram tiene una tasa media de alfabetización del 95,51%, superior a la media estatal del 94%: la alfabetización masculina es del 98,19%, y la alfabetización femenina del 93,41%.